# Eduard Honigmann
Eduard Honigmann (* 1. Januar 1809 in Wetter (Ruhr); † 19. Februar 1886 in Aachen) war ein deutscher Bergmeister und Bergwerksbesitzer.

## Leben und Wirken
Der Sohn des Essener Bergwerkdirektors Johann Ehrenfried Honigmann (1775–1855) und der Helene Wilhelmine Bohnstedt (1783–1859) studierte nach dem Besuch der Bergschule in Bochum und nach Abschluss mehrerer Praktika auf westfälischen Zechen an den Universitäten von Bonn und 
Berlin Berg- und Markscheidewesen. Nach seinen bestandenen Prüfungen wurde Honigmann im Jahre 1836 beim Bergamt in Düren als Markscheidegehilfe und zwei Jahre später als Markscheider übernommen. Es folgten im Jahre 1841 die Beförderung zum Bergamtsassessor und schließlich 1847 zum Bergmeister.
Honigmanns maßgebliches Verdienst lag darin, dass er auf Grund von genauen Beobachtungen und wissenschaftlichen Überlegungen zu der Überzeugung gelangte, dass die Kohlevorkommen nördlich des Wurmreviers und östlich der so genannten Feldbiss eine Fortsetzung haben müssten. Zu diesem Zweck ließ er 1846 im Raum Alsdorf und Hoengen Versuchsbohrungen durchführen, die seine These bestätigten, wodurch bedeutende Fettkohlevorkommen nachgewiesen werden konnten. Dies war von besonderer Bedeutung, da in den bisherigen Zechen des Wurmreviers mehrheitlich die weniger ergiebige Magerkohle gefördert wurde. Allerdings musste Honigmann bei der Erschließung in Kauf nehmen, dass gegebenenfalls beim Abteufen beträchtliche Probleme durch stark wasserhaltige schwimmende Gebirgsschichten auftreten könnten. Bei weiteren Versuchsbohrungen wies er darüber hinaus einen möglichen Zusammenhang zwischen dem Aachener und belgischen Steinkohlenbecken nach.
Schließlich erhielt Honigmann im Jahre 1848 zusammen mit dem Aachener Friedensrichter und Vetter seiner Frau Friedrich Boelling sowie dem Dürener Textilfabrikanten Leopold Schoeller, mit denen er sich das unternehmerische Wagnis gegen die starke Konkurrenz des Eschweiler Bergwerksvereins und der Vereinigungsgesellschaft für Steinkohlenbau im Wurmrevier teilte, die Konzession zur Betreibung einer neuen Grube in Alsdorf-Hoengen, die er nach dem Vornamen seiner Frau, Grube Maria, benannte. Hierbei gelang es ihm, diese schwimmenden Gebirgsschichten erfolgreich zu überwinden, was für die weitere Entwicklung dieser Grube und des Aachener Reviers insgesamt von größter Bedeutung war. Um sich nun vollends auf seine Grube konzentrieren zu können, schied Honigmann 1853 aus dem Staatsdienst aus. 1857 wurde er Mitglied des Vereins Deutscher Ingenieure (VDI).
Da für die Erschließung und Förderung hohe Investitionskosten erforderlich waren, wollte Honigmann und seine Gesellschafter die Grube Maria auf eine breitere Kapitalbasis stellen und firmierten aus diesem Grunde ihr Unternehmen am 30. November 1863 zur „Aachen-Hoengener-Bergwerks-Aktiengesellschaft“ um. Trotzdem war Honigmann gezwungen, die kostenintensive Grube Maria am 15. Mai 1878 an die Vereinigungsgesellschaft zu verpachten, um für seine weiteren unternehmerischen Planungen die finanziellen Belastungen zu reduzieren. Letztendlich wurde später die Grube Maria 1890 durch Honigmanns Söhne an die Vereinigungsgesellschaft endgültig verkauft.
Zwischenzeitlich hatte Eduard Honigmann auch die Konzession sowohl für die Königsgrube bei Würselen erhalten, um diese erneut aufzuschließen und auszubauen als auch später im Jahre 1873 für die Grube Nordstern bei Merkstein, nachdem er die Königsgrube bereits zuvor im Jahre 1869 ebenfalls an die Vereinigungsgesellschaft verkauft hatte. Auf Nordstern gelang es Honigmann ein neuartiges Druckluftverfahren anzuwenden, welches sein Bruder Ludwig Honigmann (1822–1898), Bergmeister zunächst in Saarbrücken und anschließend in Merkstein, erfunden hatte, um Schächte durch wasserreiche Schwimmsanddecken abzuteufen, und welches auch zur Bewetterung schlagwetterreicher Flöze vorteilhafter war. Dank dieser modernen Technik konnte Honigmann auf Nordstern bis 1876 eine Doppelschachtanlage mit drei Stollen errichten und in den folgenden Jahrzehnten den Ertrag stetig steigern. Nordstern fiel nach dem Tod Eduard Honigmanns im Jahre 1886 anteilmäßig an seine Söhne, wobei sein Sohn Moritz diese 1914 in die „Hahnsche Werke AG“ überführte, die später selbst ein Unternehmen der Mannesmanngruppe wurde.

## Familie
Eduard Honigmann war verheiratet mit Maria Boelling (1811–1878), Tochter des Auricher Land- und Stadtgerichtsdirektors Theodor Boelling. Zusammen hatten sie zwei Töchter und vier Söhne, darunter: 
- Friedrich Honigmann (1841–1913), Bergwerksunternehmer der Zeche Sophia-Jacoba in Hückelhoven-Ratheim und der „Oranje-Nassau-Mijnen“ in Heerlen/NL sowie Anteilseigner an der Grube Nordstern in Merkstein. Dessen Sohn Eduard (1872–1917) wurde Bergingenieur und Bergwerksbesitzer der väterlichen Bergwerke.
- Carl Eduard Honigmann (1842–1903), Bergwerksbesitzer und Direktor auf der Grube Nordstern sowie Vertreter des Bergbaus in der Aachener Handelskammer. Dessen erste Tochter Emy Marie Rosalie (1871–1944), heiratete den Regierungsvizepräsidenten Robert von Görschen und die zweite Tochter, Emma Helene (1872–1954), den Amtsgerichtsrat Rudolf Püngeler.
- Moritz Honigmann (1844–1918), Chemiker, Erfinder und Anteilseigner an der Grube Nordstern. Einer seiner Söhne, Otto Honigmann (1879–1959), wurde ein bekannter Reisefotograph und Hotelbesitzer in Bad Tölz, dessen Werke im Verlauf des Jahres 2010 im Staatlichen Museum für Völkerkunde ausgestellt waren